# コーサ・ノストラ

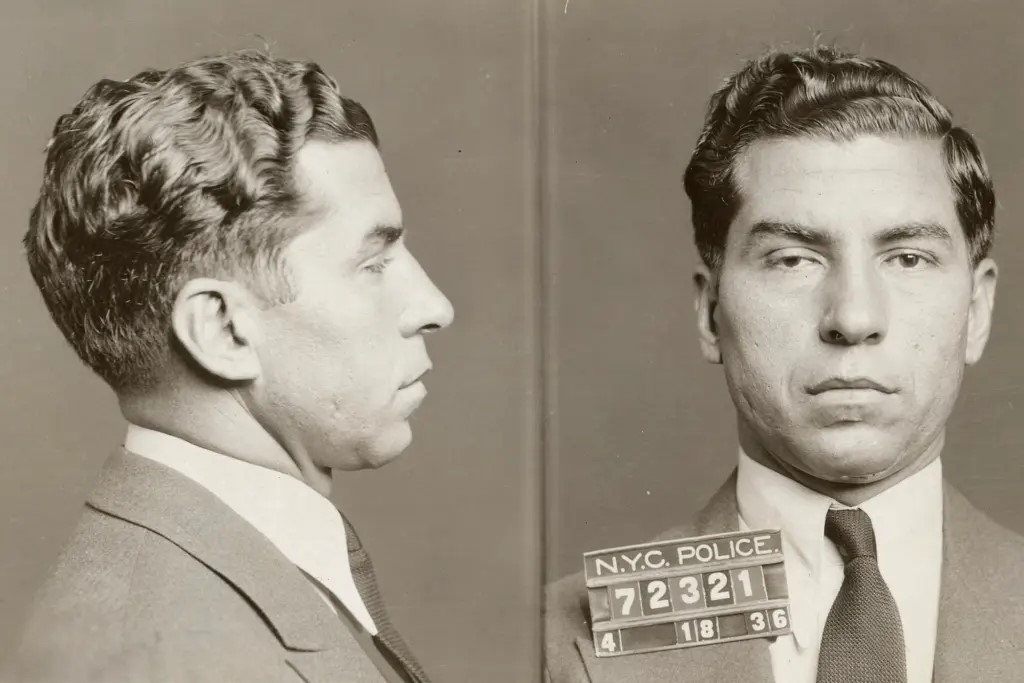
最高幹部のラッキー・ルチアーノ

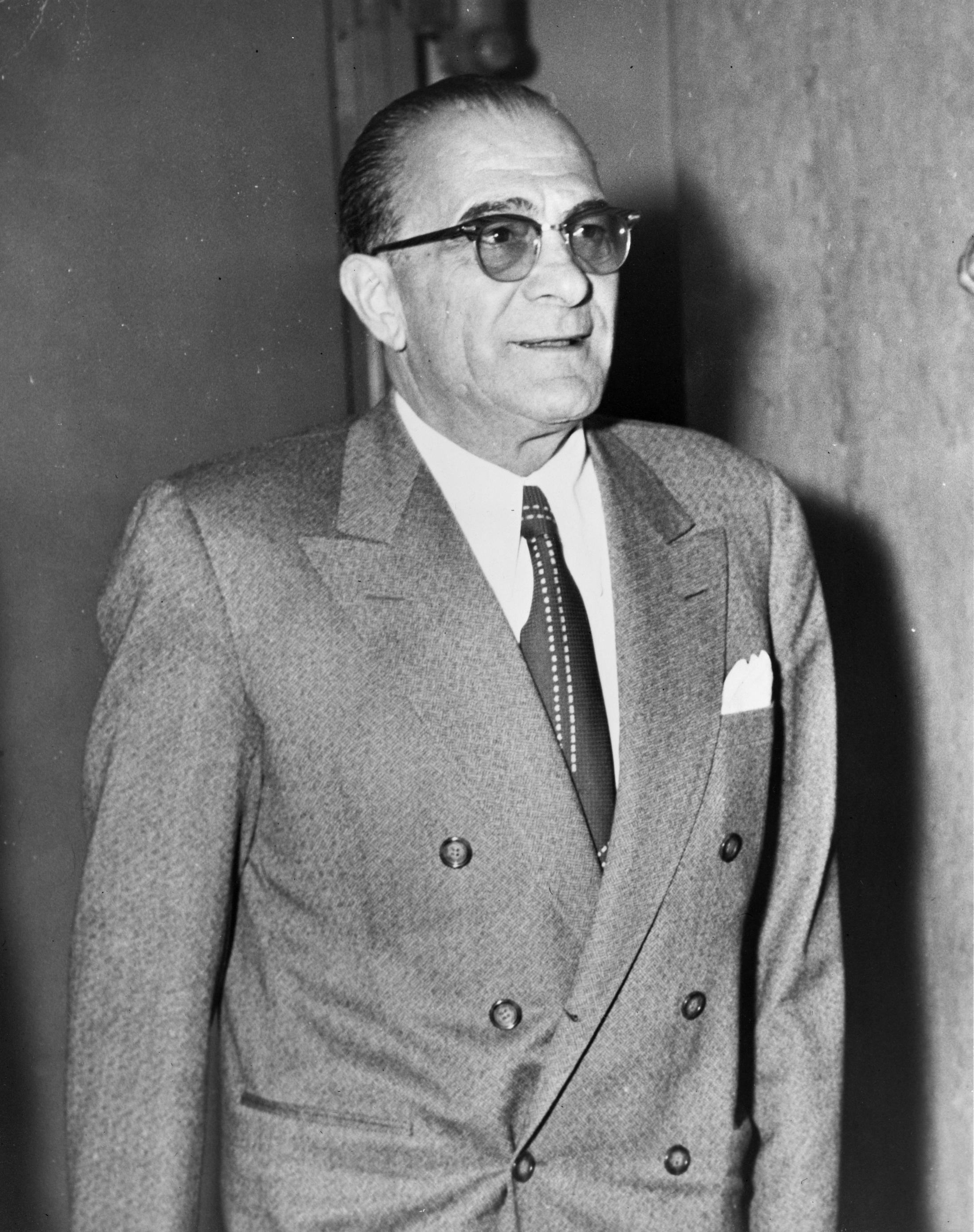
幹部のヴィト・ジェノヴェーゼ

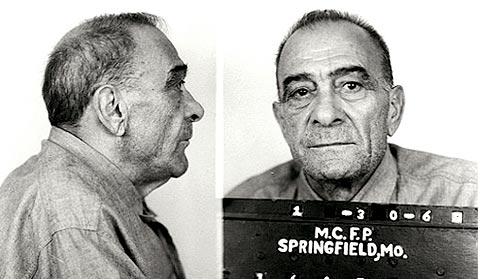
幹部のヴィト・ジェノヴェーゼ

コーサ・ノストラ（Cosa Nostra）若しくはコーザ・ノストラは、主にイタリアとアメリカ合衆国で活動している秘密結社的犯罪集団である。イタリア語で「我らのもの」を意味し、一般的にマフィアと呼ばれている複数の組織犯罪集団の集合体。
また、シチリア語ではコーサ・ノストラと発音するが北部のイタリア語ではコーザ・ノストラとも発音する。日本では後者のカタカナ表記が一般的である。

## 概略
ボスを頂点とするピラミッド型の構造を持ち、忠誠心と暴力による恐怖支配によって組織を維持した。秘密結社でもあり、組織について沈黙を守るよう定める血の掟によって、その実態が表面化することは少なかった。麻薬・売春などの犯罪はもとより、公共工事への介入など、その活動は多岐に渡る。
イタリアとアメリカのマフィアには根を同一にするものとして交流があると言われるが、世代の交代や時間の経過とともにその関係は薄くなっていると推測されている。
なお、コルシカ島の犯罪組織・ユニオン・コルスは、フランス圏という地勢学上の観点からも伝統的にミリュー（milieu corse）と呼ばれるフランスの闇社会の勢力に含まれる。コーチシナのヘロイン輸送で活躍したのは彼らだが、マスコミがマフィアと混同したため混乱した。本来は別である。

### 別の呼び名
彼らが自らの組織を呼ぶ際に「名誉ある社会」と表現する場合もある。そして、個人の場合は「名誉ある男」という言葉を好んで使う。また、マフィアと一般人を区別するため、単に「我々」という言葉も使われる。例として「彼は我々の友人だ」の場合は、彼もマフィアの一員であるという意味合いで使われ、「彼は私の友人だ」の場合は彼はマフィアの一員ではないという意味がある。
混同されがちであるが、コーサ・ノストラという言葉の前にラ（LA）と付けられる場合と付けられない場合があるが、本来の表記はCOSA NOSTRAであり、イタリアではこちらの名称が使用されている。ラ（LA）という言葉は、アメリカ合衆国において、マフィア調査の際にFBIが表記したのが最初である。

### 入会儀式
組織への入会の儀式は、資料によって微妙に違いが見受けられるが、だいたいは以下のように進められる。
1. まず、新規入会者は人気の無い場所へ呼び出される。
2. そこに入ると、3人のマフィア構成員がおり、彼らから入会の意思確認がなされる。
3. それに同意すると、沈黙の掟等の「名誉ある男」として守るべき掟が伝えられる。
4. その次に、どちらの手で銃を持つかと尋ねられる。
5. そして差し出した手の指にピンを刺し、聖母マリアが描かれた紙に指先から出た血をつける。
6. その後、その紙を両手で包むように持ち、その紙に火がつけられる。
7. そして紙を持ったまま、「私が誓いを破ることがあれば聖人の貴方のように我が身も燃え尽きる」と唱え誓いを立てる。

この儀式を終えると、「名誉ある男達」の正式な一員となる。

## シチリア・コーサ・ノストラの歴史

### マフィアの誕生
マフィア発祥の地であるシチリア島は、地中海のほぼ中央に位置している。イタリアとチュニジアを結ぶ中間点にあることから、古代から近世にかけて様々な民族による侵略を受け、長年にわたり諸外国の勢力下に置かれていた。シチリアには近年まで自治行政府は存在せず、数世紀にわたり大土地所有制度の下、貴族などの権力者によって住人たちは抑圧されてきた。シチリアに主権が与えられたのは第二次世界大戦後の1947年である。
長期間続いた外国による支配と彼らの失政、その腐敗構造により、かつて農業の盛んだったシチリアの国土は荒れ果て、山賊等の無法者が蔓延る島となった。このため島の住人たちは公権力に対して強い不信感を持つようになった。シチリア人にとって、「公権力に頼ること」や「公権力に協力すること」は非常に不名誉なことであるとされるようになり、「公権力に頼らず、自分の力で問題を解決していくこと」が名誉ある生き方と考えられるようになっていった。
18世紀、シチリアに領地を持っていた貴族や地主らは、ナポリやパレルモ等の都市部に居住しており、領地の経営やそこに住む小作農民への関心は薄かった。彼らから広大な農地を貸与された農地管理人（ガベッロット）たちは、地主たちの無関心を利用して、そこでの収益を地主に不正申告し、余った金を小作農民たちに法外な利子をつけて貸しつけたり、また当時は非常に儲けの大きかった家畜泥棒等をして私腹を肥やしていった。そして彼らは農地監視人（カンピエーレ）という農地を山賊や盗賊から守るための人間を雇い、徐々に地主たちからその権利を奪い取り、さらに、貴族、政治家、警察、教会などの上流階級や小作農民や山賊らをも取り込んでいき、勢力を拡大していった。彼ら農地管理人と農地監視人がのちにマフィアと呼ばれる組織の母体となったと言われている。
こうして誕生したマフィアは、シチリアの住人に対して「無能で高圧的な公権力に対し、誇り高く名誉ある男として振る舞う男たち」というイメージを刷り込んでいった。シチリアの大衆もそんな彼らに幻想を抱き、救いの手を求めるようになっていった。

### ジョン・フォスター・ローズ誘拐事件
マフィアが起こした事件で最初に世界を震撼させたのは、1877年に起きた誘拐事件だろう。この事件は1877年11月にジョン・フォスター・ローズというイギリスの銀行家が自分の所有しているシチリアの土地を見に訪れたときにレオネというマフィアのボスに誘拐された事件である。
レオネは莫大な身代金を要求した。払えないという返事が来るとローズの耳と鼻をそぎ落とし、送りつけた。そのためイギリスの新聞は募金を呼びかけ、金を払いローズは解放されたという。
その後、イギリス政府はイタリアに対しレオネを逮捕するよう要求し、逮捕が行われなければ軍隊を上陸させるとも通告したともいう。イタリア政府は1年かけてレオネを逮捕した。彼は裁判で終身刑を受けたがその後脱獄し、アルジェリアに逃げたという。

### ノタルバルトロ侯爵殺害事件
マフィアが政治に介入した象徴的な事件として、1893年2月1日に起こった元シチリア銀行頭取エマヌエレ・ノタルバルトロ侯爵殺害事件が挙げられる。犯人として、政治家のラファエレ・パリッツォーロと彼の友人であるマフィアのボスが浮上した。
事件の原因は、彼が手形を偽造して銀行から融資を受けていたことを、ノタルバルトロに感づかれてしまったからであった。しかし、あらかじめマフィアが各方面に手を回していたこともあり、当局はこのことに関して調査しようとせず、この事件を捜査しようとした捜査官らは左遷され、直接殺害に関与したマフィアたちもまともに審議されずに釈放された。
これに憤慨したノタルバルトロの遺族は独自で調査を行い、裁判を要求した。かくてイタリア本土で裁判が行われることとなり、パリッツォーロらに有罪判決が下った。
このことに対してシチリアの有力者たちは激怒した。彼らが結成した「親シチリア委員会」は、「シチリア人が迫害されている! シチリア人を陥れようとしている者たちが我々にマフィアというレッテルを貼ろうとしている!」とのキャンペーンを展開し、裁判のやり直しを要求した。その結果、再度裁判が行われることとなり、1904年にパリッツォーロらは無罪放免となった。シチリア人たちは公権力に勝利したとして大いに満足し、それ以来マフィアという言葉はシチリアでは禁句となった。

### イタリア国外への進出
19世紀から20世紀にかけて、マフィアたちの勢いはさらに増していった。それまでは主に農村地帯が彼らの本拠地であったが、パレルモなど都市部へもその勢力を拡大していった。また、19世紀末、アメリカへの移民増加と共に、マフィアも海を渡った。映画「ゴッドファーザー」で知られるアメリカ・マフィアの起こりである。
マフィアであるヴィト・カッショ・フェロは、1901年にアメリカへ渡り、ニューヨークのイタリア系アメリカ人の犯罪組織であるマーノ・ネーラ（Black Hand）と手を結び、犯罪の手ほどきをした。彼らはアメリカマフィアの前身となり、シチリア＝アメリカ間のマフィア・ネットワークを強化した。
1909年、フェロは、イタリア系の組織犯罪についての調査を行うためにシチリアを訪れたアメリカの警察官ジョゼッペ・ペトロジーノを暗殺している。フェロは密貿易と保護料取立てで財を成し、20世紀初期の大物マフィアとしてその権勢を誇った。
第一次世界大戦勃発時には、軍用火薬の原料となる硫黄の産出地でもあったシチリアに戦争景気が訪れ、硫黄鉱山を保有していたカロジェロ・ヴィッツィーニは大いに私腹を肥やした。

### ファシスト政権時代
政治家や有力者を取り込み、邪魔者は徹底的に排除し、沈黙の掟で守られた彼らも、壊滅状況に追い込まれた時代が到来した。1922年から始まったベニート・ムッソリーニ率いるファシスト政権時代がそれである。
1924年5月、ムッソリーニがシチリアを訪問した際「ここは、すべてが悪党どもの集団で、動くたびにマフィアの悪臭がする」と秘書に述べていたとも伝えられている。さらにシチリア中央部にあるピアーナ・デイ・グレージという町を訪問した。この町の町長でありマフィアのボスでもあったフランチェスコ・"ドン・チッチョ"・クッチャは、ムッソリーニに対し「警察に護衛してもらう必要などない。私がいれば何も問題ない」と護衛を減らすよう求めた。だが、ムッソリーニは、町長の求めを無視した。町長はムッソリーニの態度に激怒し、町の住人に対しムッソリーニの演説を見に行くなと命じた。その結果、ムッソリーニの演説集会には誰も集まらなかった。
ムッソリーニは町長がマフィアであったことを知るや、マフィア撲滅のため、1925年、チェーザレ・モーリをシチリアに派遣した。モーリのマフィア狩りは苛烈を極め、ヴィト・カッショ・フェロを含む多数のマフィア構成員を刑務所に送り込み、マフィアを壊滅状態に陥れた。1929年9月にモーリは、その追及の手をファシスト政権の要人にまで伸ばすようになったため、罷免された。だが、マフィアたちはその後しばらく息を潜めることになった。
第二次世界大戦中の1943年、シチリアに連合軍が上陸すると、連合軍は刑務所にいた彼らを解放してしまった。さらに連合軍はカロジェロ・ヴィッツィーニをヴィッラルバ村の村長に任命し、ヴィト・ジェノヴェーゼをアメリカ海軍司令部付の通訳に任命するなどして、多くのマフィア構成員を町長や村長等の政府関係者に任命した。ファシスト政権崩壊後、マフィアたちは政治的にはキリスト教民主党との関係を深めていった。

### 第二次世界大戦後
第二次世界大戦後もほとんどのマフィア・ファミリーは農村地帯に本拠を置いていたが、1950年に大土地所有制度が廃止されたのと、イタリアに「奇跡の経済復興」と呼ばれる復興景気が訪れたのを機会に、マフィアたちは都市部へと本格的に進出し始めた。そして彼らは建築ブームに乗じて政治家たちと手を組み、公共事業の入札を支配し、建築業者から現金を脅し取るなどして大きな利益を上げるようになった。
この好景気において大きく勢力を伸ばしたのが、サルヴァトーレとアンジェロのバルベーラ兄弟と、グレコ・ファミリーとコルレオーネのボス、ルチアーノ・リッジョであった。彼らは共にタバコ・麻薬密輸・公共事業への介入で勢力を拡大していった。

### 両国の合同会議
1957年10月10日（あるいは12日）、アメリカ・マフィアの大ボス、ラッキー・ルチアーノの提唱により、パレルモにある高級ホテル「グランド・ホテル・デ・パルメ」において、アメリカのマフィアとシチリアのマフィアの大ボスたちが集まり、初めてのマフィア合同会議が開かれた。
議題は、シチリアでの最高幹部会（コミッションまたはクーポラと呼ぶ）の創設と、麻薬に関する双方の取り決めであった。4日間続いた会議の結果、最高幹部会の結成とアメリカへの麻薬密輸等はシチリア側が取り仕切り、アメリカ側はその利益の一部を受け取るということに決まった。この後、シチリアマフィアはアメリカへの麻薬密輸に本格的に乗り出していくこととなった。
マルセイユ経由のフレンチ・コネクションに対抗し、シチリアからアメリカ、ヨーロッパへのルートを確立させることだった。そのため、ヘロイン工場がシチリアで多く作られた。オリーブ・オイルの缶に詰められ、年間3～4トンにも上る量がアメリカへ送られたという。

### 第一次マフィア戦争
1962年12月、麻薬取引のもつれから、ラ・バルベーラ兄弟らとグレコ・ファミリーとリッジョらの抗争が始まった。抗争は約半年間続き、結果的にはグレコ側の勝利となった。
だが、1963年6月30日、グレコの自宅近くにある不審な車を調査していた7名の憲兵隊員が、車に仕掛けられていた爆弾により死亡した。彼らは車に仕掛けられている爆弾にもうひとつ仕掛けが施されているのに気づいていなかった。この事件を重く見た議会は「反マフィア委員会」を設立し、多くのマフィア構成員らを逮捕した。
しかし、主立ったマフィアのボスたちは次々と逃亡し、行方をくらませた。そして、逃亡したボスたちは海外または国内の潜伏地から組織を操作し、1960年代から1970年代にかけて、南米からトルコに至る世界的な麻薬ネットワークを確立し、組織を肥大させていった。

### 第二次マフィア戦争
1970年代になると、マフィア内部に不穏な空気が流れるようになった。
ルチアーノ・リッジョ率いるコルレオーネシ（Corleonesi）がシチリアマフィアの頂点に立つという野望を抱いて、その勢力を拡大し始めた。ボスのリッジョは1974年に逮捕されたが、彼は獄中から、配下のサルヴァトーレ・リイナに指令を出し、まず、1978年に、コミッションの議長だったガエターノ・パダラメンティを追放し、後釜にミケーレ・グレコを据えた。次にステファノ・ボンターデとサルヴァトーレ・インゼリッロらを巧みな策略で孤立に追い込み、彼らのファミリーの構成員を少しずつ消していき、最後にボスのステファノとサルヴァトーレも1981年に暗殺した。この暗殺事件により、コルレオーネシらと敵対するマフィア・ファミリーとの抗争が本格化。年間200人以上の死者を出した抗争は「第二次マフィア戦争」と呼ばれた。

### 国家との抗争
リッジョらコルレオーネシが敵対するマフィアを一掃し始めたのと時を同じくして、彼らは捜査官や検事など政府関係者らにも牙を向けるようになった。そして、敵対するマフィア構成員はもとより、その家族・親戚、女子供、さらに彼らは自分たちのグループ内のメンバーをも粛清し始めた。彼らのマフィアの上に君臨するという野望を賭けた戦いはマフィアの掟をも無視し、次第に歯止めがかからないようになっていった。
また、あまりに熾烈を極めた抗争により、当局側に保護を求めて寝返るマフィアも続出した。その中で代表的な人物はトンマーゾ・ブシェッタである。彼はブラジルで逮捕されたのちイタリアに護送され、沈黙の掟を破って当局にマフィアの情報を提供した。彼が逮捕された折に開かれていたマフィア大裁判で、多くのマフィア構成員を有罪に追い込むための証人として活躍した。
政府関係者までも抹殺され始めたことを重く受け止めた政府は、テロリスト撲滅で名を上げたカルロ・アルベルト・ダッラ・キエーザ将軍をシチリアにマフィア対策のため派遣する。しかし、将軍は派遣されてからわずか4ヵ月後の1982年9月3日にマフィアによって暗殺された。この暗殺事件に衝撃を受けたイタリア議会は「反マフィア法」を成立させ、マフィア関係者を大量検挙した。
1984年2月10日、パレルモにおいて逮捕されたマフィア構成員476人を裁く「マフィア大裁判」が開かれた。被告にはルチアーノ・リッジョ、ミケーレ・グレコ、ジュゼッペ・カロら大物も含まれており、1987年12月、被告のうち、342人に有罪判決が下った。リッジョ、グレコは終身刑となり、カロは23年の懲役刑となった。
この「マフィア大裁判」が終了してからも、コルレオーネシの勢いは止まらなかった。実質的なリーダーはリッジョからリイナに代わり、彼らは敵対する全ての勢力の一掃に全力を傾けていった。
1980年代から1990年代にかけ、公共工事をめぐる不正を端に首相経験者を含む有力政治家が摘発され逮捕された。その際に司法への報復テロが頻発し、イタリア社会に暗い影を落とした。
1992年5月22日、反マフィア運動を展開していたジョヴァンニ・ファルコーネ判事が爆弾により暗殺され、その数ヵ月後には彼の盟友であったパオロ・ボルセリーノ判事も暗殺された。この2つの悲劇によりパレルモ市民たちは衝撃を受け、大規模な反マフィア運動が巻き起こった。
1993年1月15日、23年間逃亡していたサルヴァトーレ・リイナが逮捕された。彼は逮捕された時、警官たちに「そうだ、私がリイナだ。おめでとう」と言い、警官たちを褒め称えた。
2006年4月11日、リッジョの配下であり、リイナが逮捕された後にコルレオーネシを率いていたと言われるベルナルド・プロベンツァーノが40年以上にわたる逃亡の末、逮捕された。
2007年11月5日、プロベンツァーノの後継者の1人とされていた、サルヴァトーレ・ロ・ピッコロがパレルモ郊外の家で息子らと共に逮捕された。

## アメリカ・コーサ・ノストラの歴史

### アメリカへの移民
19世紀末アメリカ政府の移民奨励政策により、イタリアからアメリカへの移民が急増し始めた。ほとんどは南イタリア出身で、自由と成功を夢見て渡ったが、職もなく底辺の生活をした。政治的な保護もなく、移民同士が支え合うゲットー（スラム街）を形成した。多くはニューヨーク等の東海岸に居住したが、次第にシカゴやアメリカ南部等へ広がった。底辺の生活は彼らの一部を犯罪に走らせ、移民には生粋のギャング（シチリア・マフィアやナポリ系カモッラなど）も含まれた。
1890年10月15日、アメリカ南部ニューオーリンズの警察署長デイブ・ヘネシーが何者かに暗殺されるという事件が発生した。犯人はニューオリンズの支配をプロベンツァーノ・ファミリーと争っていたマトランガ・ファミリーであった。彼らはヘネシー署長が敵対していたプロベンツァーノ・ファミリーを庇護していると疑い、彼を殺害した。
捜査の結果、マトランガの構成員たちは逮捕されたが、1891年3月13日、証拠不十分で無罪の判決が下った。この判決に対し、ニューオーリンズ市民は激怒し、「犯人を出せ!」と叫び、マトランガの構成員たちが収監されていた刑務所に押し入り、彼らを集団リンチした。
このニュースはヨーロッパにまで知れ渡り、当時の大統領ベンジャミン・ハリソンがイタリア政府に謝罪し、犠牲者の遺族らに賠償金を支払う事態となった。この事件がアメリカでのマフィアによる初の抗争事件だった。

### ブラック・ハンドの流行
19世紀末から20世紀初頭に、ニューヨークの暗黒街にはアイルランド系、ユダヤ系など民族ごとに様々なギャング団が存在する中、イタリア系ギャングは、出身地別に派閥を形成し、商店主への保護料、闇賭博などを生業にした。警察の捜査の及ばない移民コミュニティ内で商店へ脅しの手紙を送って金を払わなければ放火や破壊、誘拐を行なった。手紙に黒い手形のマークをつけていたことからブラック・ハンド（「マーノ・ネーラ」）と呼ばれた。移民は報復を恐れて告発せず、この手の恐喝がイタリア系ギャング間で大流行した。1907年、イタリア系人気歌手エンリコ・カルーソーも被害にあった。

### 組織犯罪（シンジケート）の勃興
1901年、マンハッタンでシチリア移民のジュゼッペ・モレロが、シチリアのヴィト・カッショ・フェロと組んで偽造ドル紙幣の密輸を行なった。モレロは、ノタルバルトロ侯爵殺害で警察に追われたジュゼッペ・フォンタナら同郷の犯罪者を取り込み、偽札密輸や強請、違法賭博、市場支配などで移民街に地歩を固め、一大勢力を築いた（モレロ一家）。モレロ、フォンタナなど故郷シチリアですでにマフィア活動に従事していた者がリーダーになった。ニューヨーク市警のジョゼッペ・ペトロジーノはイタリア系犯罪組織の調査を進めるため、1909年、イタリアに渡航したが、彼の出張は事前にマスコミに漏れ、パレルモでヴィト・カッシオ・フェロ一味に暗殺された。シチリアマフィアはアメリカ各地で犯罪利権の拡張を進め、結束力・組織力の点でナポリ系、カラブリア系ギャングを凌駕した。全米の各都市にシチリア人街が形成されたのと歩調を合わせるようにマフィアファミリーも形成され、互いに連携した。1910年代、モレロの後継者を自任するニューヨークのサルヴァトーレ・ダキーラが頭角を現し、ボストン、フィラデルフィア、クリーヴランド、シカゴ、デトロイトなど主に東海岸一帯の主要都市間のマフィアネットワークを築き上げ、互いに連携した。

### 禁酒法時代
1920年代、イタリア系ギャングは酒の密輸・密造酒製造に携わり巨万の富を築いた。この時期にムッソリーニ政権に追われてアメリカに逃れたマフィアも、ほぼ例外なく酒の密輸に携わった。密輸は、海外調達から船の入出港、倉庫管理、国内配送、顧客の獲得まで横の連携が不可欠になり、ギャングのシンジケート化を促した。血縁や地縁の結びつきよりビジネス上の連携を重視する気運が生まれ、組織が大きく生まれ変わった。ニューヨークでは非シチリア系のイタリアギャング（主にナポリ系やカラブリア系）は、シチリアマフィアと連携や対立を繰り返していたが、1920年代後半、シチリア系組織に大量に流入した。組織の人材が一気に増えると同時に、シチリアマフィアとそれ以外のイタリア系ギャングの垣根が取り払われた。モレロの支持を得たシチリア系のジョー・マッセリアが密輸の儲けで勢力を拡大し、ダキーラと覇権を争う中、ナポリ系のアル・カポネなど非シチリア系ギャングを次々と傘下に取り込んだ。また母国イタリアで生まれ育ち英語をほとんどしゃべらない移民1世の世代に続いてアメリカで育ち英語を話せる移民2世の世代がマフィア活動の担い手として新たに登場したのもこの時期で、イタリア育ちの旧世代を指して「グリーズボール」（ポマードてかてか野郎）と呼んで軽蔑するなど世代間ギャップを生んだ。

### 全米犯罪シンジケート
シカゴではナポリ系のアル・カポネがライバル勢力を葬って世間の脚光を浴びたが、1929年2月の聖バレンタインの虐殺事件の報道によって、ギャングのむごたらしいやり方を批判する世論が沸き起こった。事件後、連邦政府からの締め付けが強くなったことに危機感を持ったギャングたちは、対策の必要を感じていた。1929年5月9日、アトランティックシティを仕切っていたイーノック・ジョンソンが呼びかけ人となり、かつてカポネのボスであったジョニー・トリオとユダヤ系マフィアのマイヤー・ランスキーが協力し、ニューヨークのグループを中心に全米のマフィアの将来を話し合うアトランティックシティ会議が開かれた。会議では出身地や民族の枠を超えてマフィア間の協調体制（シンジケート）を構築することが今後のマフィアの生存戦略として確認され、実質的にコーサ・ノストラが成立した日となった。
1931年、カステランマレーゼ戦争でマッセリアに勝利したサルヴァトーレ・マランツァーノがニューヨークの縄張りを五大ファミリーに統合・整理し、自ら「ボスの中のボス（Capo di tutti capi, boss of all bosses）」を名乗ったときに組織名を「コーサ・ノストラ」と命名したとされている。ラッキー・ルチアーノ（Charles "Lucky" Luciano）は、縄張り争いがビジネスを阻害するという信念から、全米各地のイタリア系組織と縄張りの調整を進め、ファミリー間の争い事をコミッションという合議体で解決し、活動の露見を防ぐため犯罪ネットワークの潜在化に努めた。同時にユダヤ系、アイルランド系ギャングとも連携し、全米犯罪シンジケートを構築した。酒の密輸で巨万の富を築き、積極的な賄賂攻勢で警察の捜査を遮断し、政界との癒着を深めた。

### 禁酒法後
ニューヨークの地方検事トーマス・デューイがルチアーノを投獄して組織に大きなダメージを与えたかに見えたが、ルチアーノは刑務所から組織を指揮し、犯罪活動自体に影響はなかった。第二次世界大戦後、ルチアーノは連合国軍への戦時協力により政府に恩赦が認められイタリアに強制送還という形で釈放されたが、のちアメリカへの麻薬密輸に関わった。
禁酒法が廃止された1933年以降のマフィアは酒の密輸に代わる収入源を賭博ビジネスに求め、また労働組合に進出した。東海岸マフィアは全米各地に賭博の拠点を次々に作り、キューバにも拠点を作って全米のコーサ・ノストラと利権を分かち合った。組合については、1930年代、衣料業界や娯楽業界から運送業界まであらゆる産業に触手を伸ばしていった。大手自動車会社フォードやハリウッドの映画会社も被害に遭っていた。

### 第二次世界大戦後
1946年、ベンジャミン・シーゲルは、ギャンブルが合法とされていたネバダ州のラスベガスにフラミンゴホテルを完成させる。開業当時は赤字続きだったが、1948年から1949年にかけて禁欲的な戦時体制から解放された全米市民の娯楽欲求を背景に空前のラスベガスブームが起こった。フランク・コステロらニューヨーク勢、シカゴ・アウトフィット、クリーヴランドマフィアなどが1950年代にかけて次々と大型カジノをオープンさせ、収益のピンハネを始めた。チームスター組合委員長ジミー・ホッファがラスベガスのマフィア傘下のカジノに巨額の組合年金を不正融資してバックリベートを受け取ったことで、連邦当局に糾弾された。
1950年代から1960年代、各ファミリーの収入源は賭博、組合、用心棒代、企業強請、売春、麻薬、金融詐欺など多岐にわたり、組織規模も巨大化した。1957年、全米各地からマフィア・ファミリーの幹部が集結したアパラチン会議が警察に捕捉され、60人を超えるマフィアのボス・幹部らが捕まった。合衆国政府はシンジケート（組織犯罪）の存在を初めて認識するに至った。1963年、ジョゼフ・ヴァラキが政府側に寝返り、それまで長い間「沈黙の掟」によって守られていた組織の実態が明らかになった。アメリカ上院のバラキ公聴会で「コーサ・ノストラ」という正式名を明らかにし、その各ファミリーの構成や活動内容を暴露した。ヴァラキはソルジャー（兵隊）だったので組織上層部の駆け引きや戦略までは解らなかった。
その後、1970年代に制定されたRICO法（組織犯罪対策法）に基づくFBIの主導による組織犯罪対策が活発化した。さらに1980年代に入るとFBIはコーサ・ノストラの壊滅を目指してボスら大物幹部の一斉起訴に踏み切る。その後は当局へ投降する者が相次いだこともあり、現在ではほぼ壊滅状態にあり、隆盛を誇った1970年代頃までの面影はもはや存在しない。その一方では、生粋のシチリア人マフィアを招聘して、世代を経て薄らいだ意識のテコ入れを図っているとされる。

### 主なアメリカ・コーサ・ノストラ
アメリカのマフィアたちは、縄張りとしている都市のみならず、他の都市にも進出して影響を及ぼしている。
- カンザスシティー（カンザスシティー一家）
- クリーブランド（クリーブランド一家）
- シカゴ（シカゴ・アウトフィット）
- セントルイス（セントルイス一家）
- ダラス（ダラス一家）
- タンパ（トラフィカンテ一家）
- デトロイト（デトロイト・パートナーシップ）
- ニューイングランド（パトリアルカ一家）
- ニュージャージー（デカヴァルカンテ一家）
- ニューヨーク（5大ファミリー）
  - ガンビーノ一家
  - コロンボ一家
  - ジェノヴェーゼ一家
  - ボナンノ一家
  - ルッケーゼ一家
- ニューオーリンズ（ニューオーリンズ一家）
- バッファロー（バッファロー一家）
- ピッツバーグ(ピッツバーグ一家)
- フィラデルフィア（フィラデルフィア一家）
- ペンシルベニア北東部（ブファリーノ一家)
- ミルウォーキー（ミルウォーキー一家）
- ロサンゼルス（ロサンゼルス一家）
- ロチェスター（ロチェスター一家）

## 参考
- ジョン・フォレイン 『すべてはマフィアの名のもとに』福田靖訳、三田出版会 1996年 ISBN 4895831590
- 竹山博英 『マフィア その神話と現実』講談社現代新書 1991年 ISBN 4061490419
- 「ゴッドファーザーの真実」 - ヒストリーチャンネル
- 「世界の組織犯罪　シチリア」 - ヒストリーチャンネル
- 「ザ・マフィア」全4話 - ナショナルジオグラフィックチャンネル